# کوه رورایما
کوه رورایما (اسپانیایی: Monte Roraima; Tepuy Roraima‎) یک کوه در کشورهای ونزوئلا، برزیل و گویان است که بلندترین نقطه آن ۲۸۱۰ متر است.

## نگارخانه

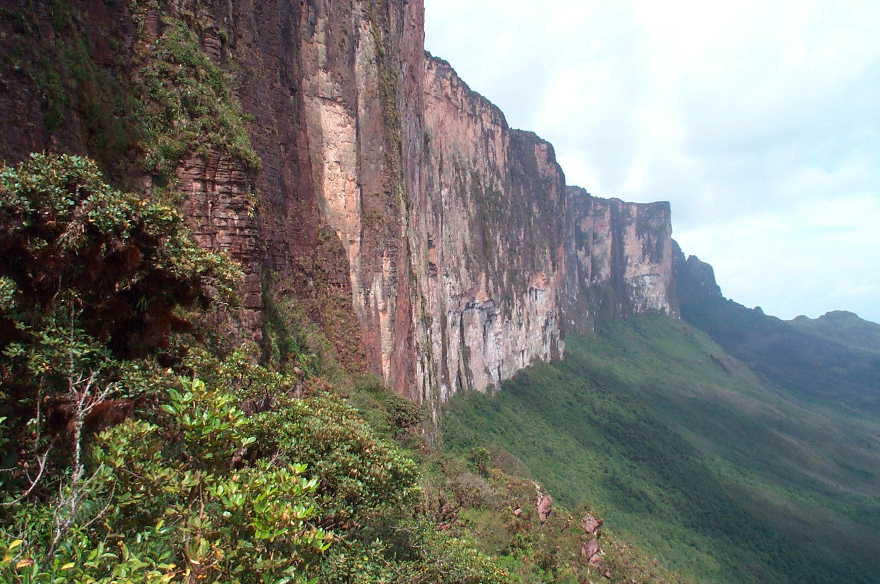
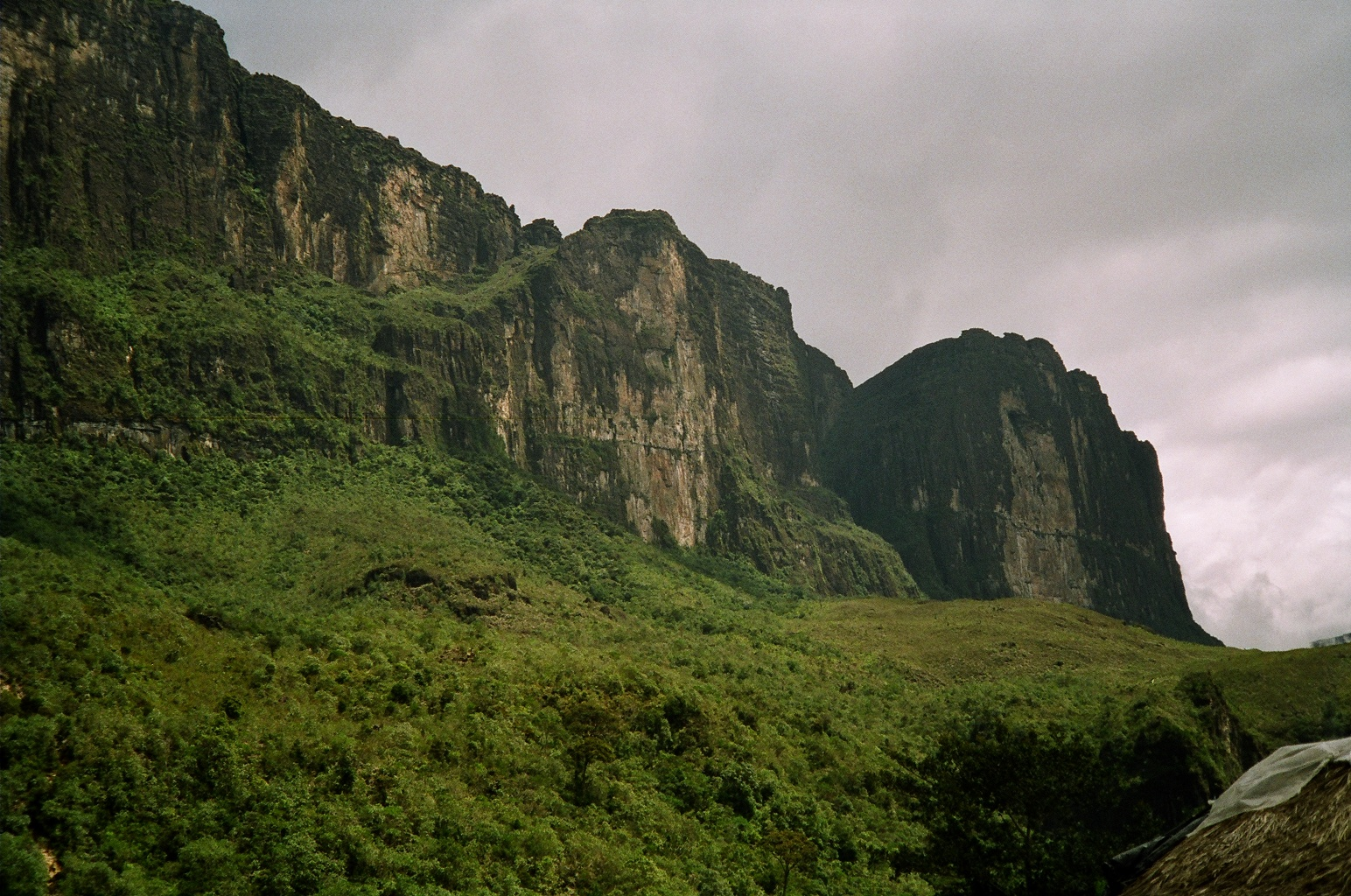
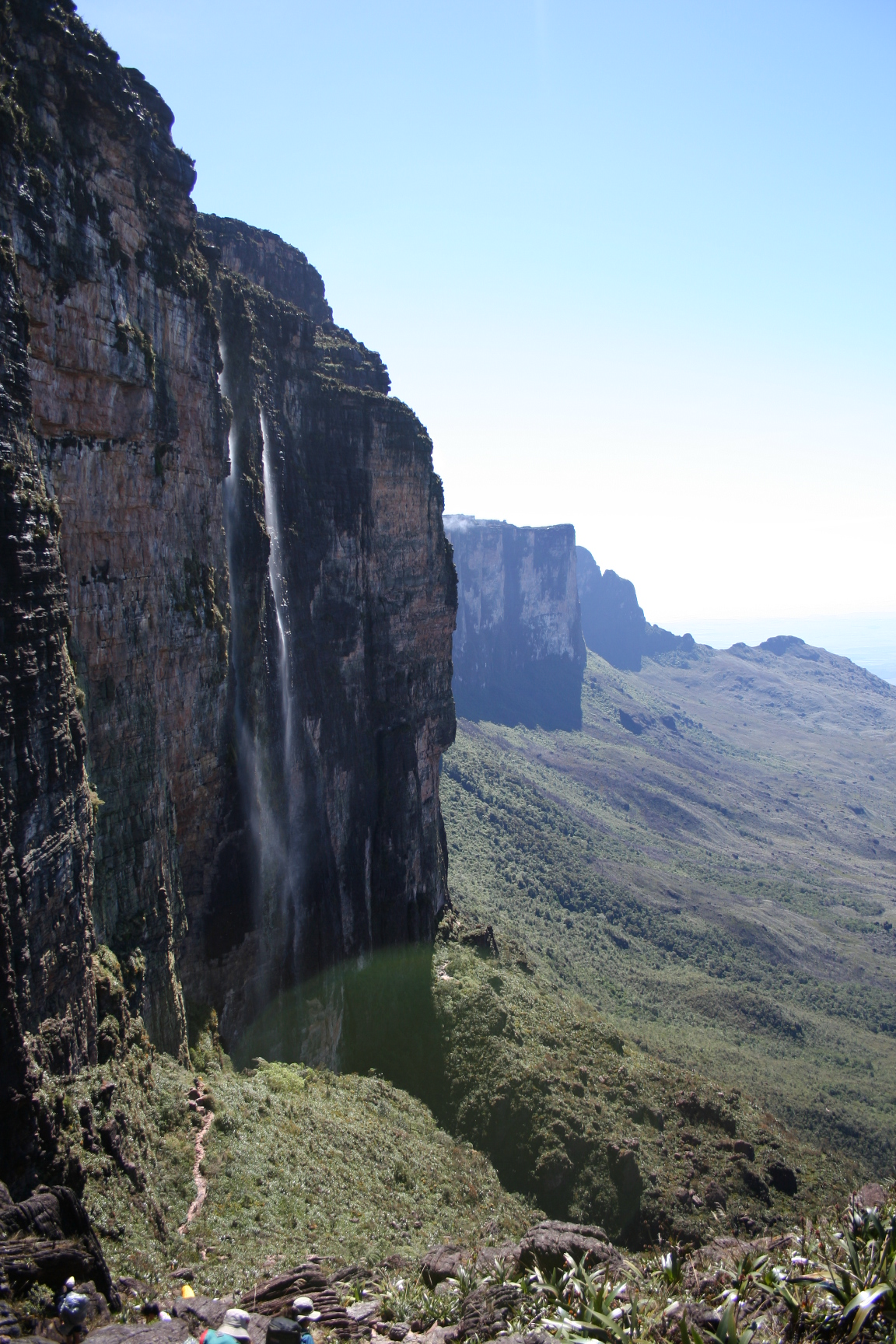
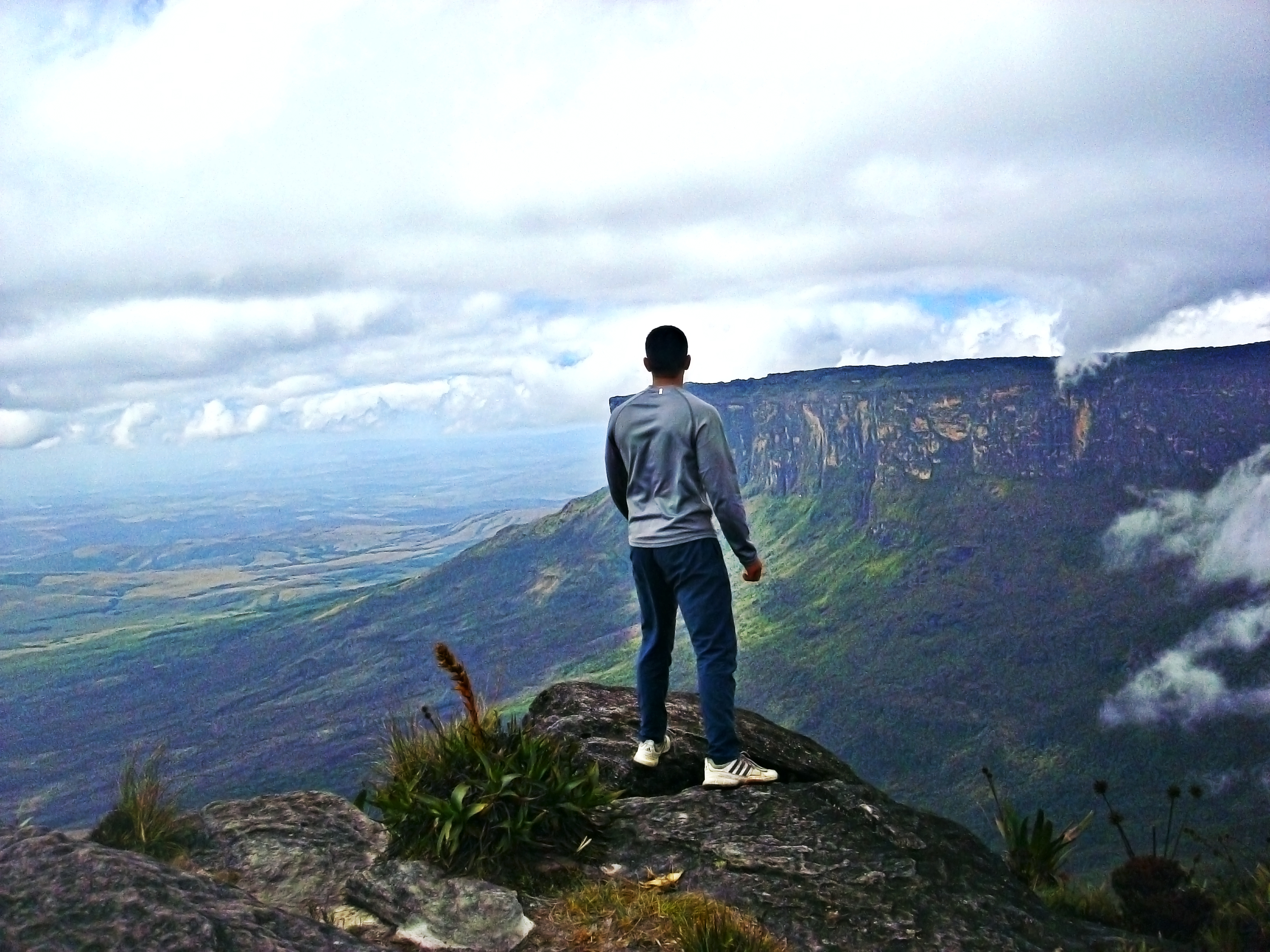